# Alfredo Giannini
Alfredo Giannini (Pisa, 6 luglio 1865 – 1939  o prima) è stato un ispanista e traduttore italiano.
Alfredo Giannini nacque a Pisa nel mese di luglio del 1865. Studiò presso la Regia Scuola Normale Superiore di Pisa e successivamente alla Regia Università di Pisa dal 1885 al 1889, dove ottenne un diploma e la laurea in lettere.
Si unì in matrimonio con Matilde Lanzaro, originaria di Salerno, il 30 luglio 1890. Dal loro matrimonio nacquero due figli: Emilio, nato il 21 aprile 1891, e Guido, nato il 10 agosto 1895, entrambi a Salerno.
Giannini si distinse nel panorama letterario e accademico dell’epoca con una vasta produzione di pubblicazioni. Tra le sue opere principali si ricordano Ninnananne e giochi fanciulleschi (Pisa, 1889), La vita e le opere di G. Parini (Salerno, 1890), De sermis terenzianis in Andria (Siracusa, 1892), e Sermoni di G. Parini illustrati e commentati (Palermo, 1893). Tradusse inoltre opere dal persiano e dal latino, tra cui L'Andria di Terenzio (Alba, 1895) e una versione metrica della canzone "Chiare, dolci e fresche acque".
Fu autore anche di studi e traduzioni come Il Minturno di T. Tasso (Avellino, 1899), Gli adelfi di Terenzio (Sassari, 1904), Il canto VIII del Purgatorio (Sassari, 1904), L'anima del poeta (Sassari, 1905), Novelle del Cervantes (Bari, 1912), e Gli intermezzi del Cervantes (Lanciano, 1914). Collaborò inoltre con articoli di critica letteraria su giornali e riviste.
Nel 1891 fu nominato reggente del Regio Ginnasio Superiore di Termini Imerese, e in seguito svolse incarichi anche a Siracusa e ad Alba, con uno stipendio di 1.728 lire annue, come da Decreto Ministeriale dell’11 gennaio 1891.

## Biografia
È noto soprattutto per le versioni di testi letterari dalla lingua spagnola, tra cui una del Don Chisciotte di Cervantes tuttora in stampa. Scrisse anche dei manuali per l'apprendimento del suddetto idioma da parte di studenti italiani, alcune voci per l'Enciclopedia Treccani riguardanti autori spagnoli e diversi saggi. Fu docente scolastico e universitario. Aderì al fascismo.